# Дивьон
Дивьон (фр. Divion) — коммуна во Франции, регион О-де-Франс, департамент Па-де-Кале, округ Бетюн, кантон Ошель. Расположена в 11 км к юго-западу от Бетюна и в 28 км к северо-западу от Арраса, в 8 км от автомагистрали А26 "Англия" Труа-Кале. 
Население (2018) — 6 977 человек.

## Достопримечательности

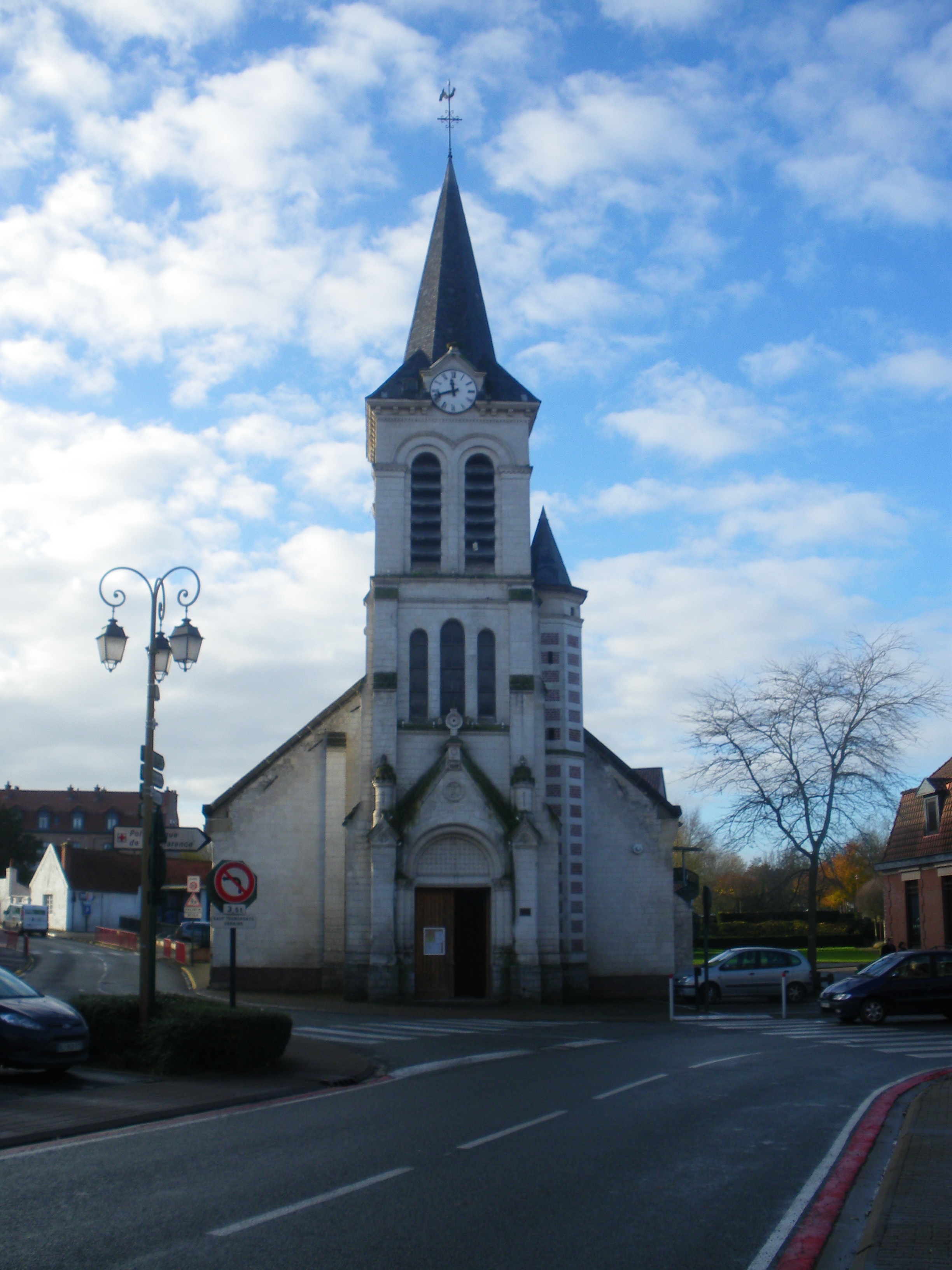
Церковь Святого Мартина
- Руины старинного замка

## Экономика
Структура занятости населения:
- сельское хозяйство - 1,3 %
- промышленность - 6,1 %
- строительство - 12,2 %
- торговля, транспорт и сфера услуг - 18,3 %
- государственные и муниципальные службы - 62,1 %

Уровень безработицы (2017) — 23,6 % (Франция в целом — 13,4 %, департамент Па-де-Кале — 17,2 %). 

Среднегодовой доход на 1 человека, евро (2017) — 16 220 (Франция в целом — 21 110, департамент Па-де-Кале — 18 610).

## Демография
Динамика численности населения, чел.

## Администрация
Пост мэра Дивьона с 2014 года занимает Жаки Лемуэн (Jacky Lemoine). На муниципальных выборах 2020 года возглавляемый им левый список победил в 1-м туре, получив 59,98 % голосов.
| Период | Период | Фамилия       | Партия                  | Примечания                            |
| ------ | ------ | ------------- | ----------------------- | ------------------------------------- |
| 1953   | 1992   | Ролан Крессан | Коммунистическая партия | член Генерального совета департамента |
| 1992   | 2005   | Жак Дюкуран   | Коммунистическая партия |                                       |
| 2005   | 2014   | Даниэль Сё    | Коммунистическая партия | член Совета департамента              |
| 2014   |        | Жаки Лемуэн   | Разные левые            | техник компании Orange                |